# Codonorchis lessonii

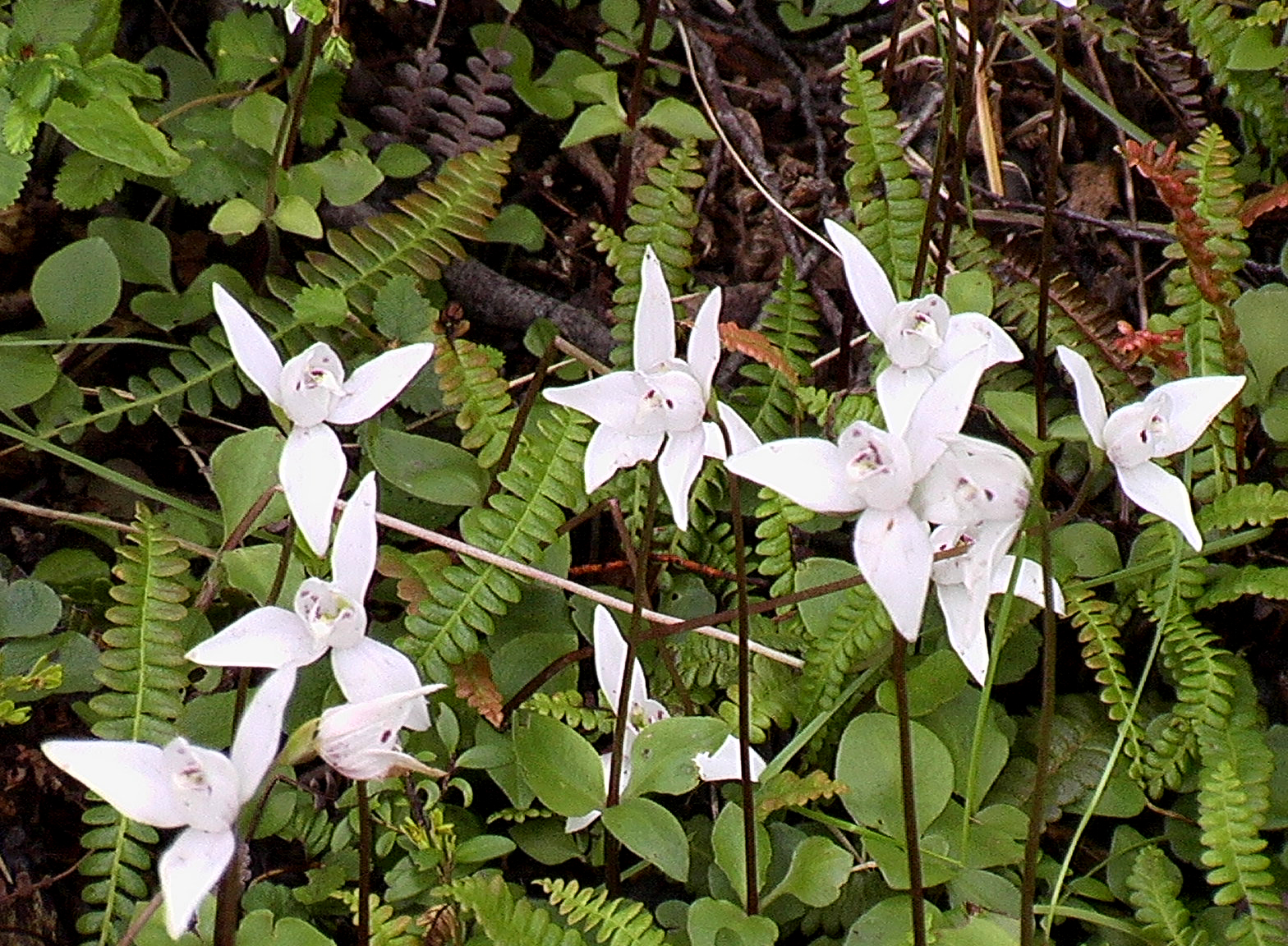
Flores.

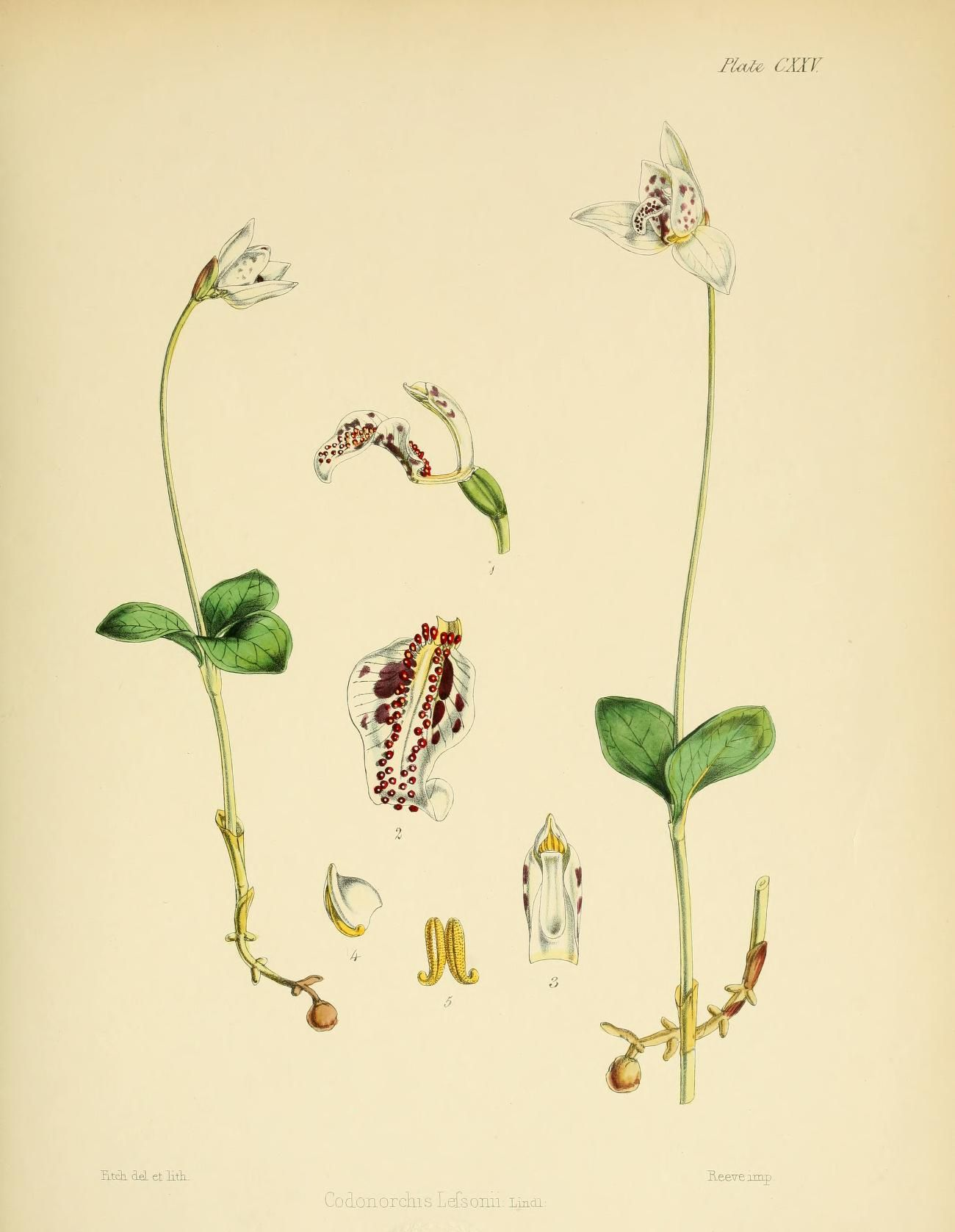
Ilustración

Codonorchis lessonii es una especie de orquídea de hábito terrestre originaria del sur de Argentina y Chile llegando hasta las islas Malvinas.

## Descripción
Es una planta herbácea que alcanza los 10 – 20 cm de altura.  Tiene raíces delgadas con tubérculos esféricos. Escapo liso, verdoso con  1-2 catáfilas cerca de la base. Las hojas son de 20-50 x 15-35 mm, ovadas, agudas, dispuestas en verticilos de 2/4 a 1/3 de la altura del escapo. Tiene una flor blanca ,solitaria, en la axila de una pequeña bráctea que apenas cubre el ovario. Los sépalos son lanceolados, el dorsal de 18-22 x 6-8 mm y los laterales de 19-23 x 8-10 mm. Los pétalos son de 15-17  x 8-11 mm, ovados. El labelo de 18 x 10-12 mm, largamento unguiculado, trilobado, el lóbulo central cubierto de apéndices capitados, ápice linguiforme, desnudo. La columna es arqueada con ala estrecha, recta. Estigma de 7-8 mm alargado; rostelo ancho, truncado.

## Distribución y hábitat
Se distribuye por Chile, Argentina y las islas Malvinas donde viven en la zona boscosa desde Neuquén hasta la Tierra del Fuego.

## Taxonomía
Codonorchis lessonii fue descrita por  (d'Urv.) Lindl. y publicado en The Genera and Species of Orchidaceous Plants 411. 1840.
Codonorchis: nombre genérico que viene del griego kodon = "campana", y orchis, un género de orquídeas con las que se parece, es una referencia a la forma del apéndice en los labios de sus flores.
lessonii: epíteto otorgado en honor del botánico francés René Primevère Lesson.
- Sinónimos:

- Epipactis lessonii d'Urv., Mém. Soc. Linn. Paris 4: 605 (1826).
- Calopogon lessonii (d'Urv.) Brongn. in L.I.Duperrey, Voy. Monde, Phan.: 188 (1834).
- Pogonia lessonii (d'Urv.) Rchb.f., Xenia Orchid. 2: 92 (1865).
- Pogonia tetraphylla Poepp. & Endl., Nov. Gen. Sp. Pl. 2: 16 (1837).
- Codonorchis poeppigii Lindl., Gen. Sp. Orchid. Pl.: 410 (1840).
- Codonorchis skottsbergii Kraenzl., Bot. Jahrb. Syst. 44(101): 4 (1910).
- Pogonia lessonii var. poeppigii (Lindl.) Reiche, Anales Mus. Nac. Santiago de Chile 18: 62 (1910).
- Pogonia lessonii var. skottsbergii (Kraenzl.) Reiche, Anales Mus. Nac. Santiago de Chile 18: 63 (1910).
- Codonorchis tetraphylla (Poepp. & Endl.) L.O.Williams, Lilloa 3: 475 (1938).[1]

## Nombre común
- Castellano: Palomita,  flor de palomita